# Aemilianus
Marcus Aemilius Aemilianus, född cirka 207 i Meninx i nuvarande Tunisien, mördad 253, var romersk kejsare från runt juli till september år 253.
Aemilianus utsågs till romersk kejsare av sina trupper i Mesien. Han marscherade mot Rom, men blev omedelbart utmanad av den blivande kejsaren Valerianus, som anlände i täten för sina styrkor. Aemilianus mördades därpå av sina egna soldater efter omkring tre månader som kejsare.